# Physalidiella elegans
Physalidiella elegans är en svampart som först beskrevs av Mosca, och fick sitt nu gällande namn av Rulamort 1990. Physalidiella elegans ingår i släktet Physalidiella, divisionen sporsäcksvampar och riket svampar.   Inga underarter finns listade i Catalogue of Life.